# Heliosciurus
Heliosciurus é um gênero de roedores da família Sciuridae.

## Espécies
- Heliosciurus gambianus (Ogilby, 1835)
- Heliosciurus mutabilis (Peters, 1852)
- Heliosciurus punctatus (Temminck, 1853)
- Heliosciurus rufobrachium (Waterhouse, 1842)
- Heliosciurus ruwenzorii (Schwann, 1904)
- Heliosciurus undulatus (True, 1892)